# Роберт Меувсен
Роберт Меувсен (нід. Robert Meeuwsen, 21 березня 1988) — нідерландський пляжний волейболіст, бронзовий призер Олімпійських ігор 2016 року.

## Виступи на Олімпіадах
| Олімпіада           | Дисципліна       | Місце |
| ------------------- | ---------------- | ----- |
| Ріо-де-Жанейро 2016 | пляжний волейбол | 3     |

## Зовнішні посилання
- Роберт Меувсен — олімпійська статистика на сайті Sports-Reference.com (англ.) (архівна версія)
- [1]
- [2]
- [3]

1. ↑  Robert Meeuwsen (англійська) . Beach Volleyball Database. Процитовано 5 лютого 2022. {{cite web}}: Зовнішнє посилання в |publisher= (довідка); Недійсний |url-status=no (довідка)
2. ↑  Robert Meeuwsen (англійська) . FIVB. Процитовано 5 лютого 2022. {{cite web}}: Зовнішнє посилання в |publisher= (довідка); Недійсний |url-status=no (довідка)
3. ↑  Robert Meeuwsen (англійська) . beach.volleybox.net. Процитовано 5 лютого 2022. {{cite web}}: Зовнішнє посилання в |publisher= (довідка); Недійсний |url-status=no (довідка)